# 憂、燦々
「憂、燦々」（ゆう、さんさん）は、クリープハイプのメジャー3枚目のシングル。2013年5月1日にGetting Better(ビクターエンタテインメント)から発売された。初回限定盤には特典DVDが付属。

## 概要
前作「社会の窓」より2か月ぶりのリリース。初回限定盤（VIZL-535）はCD＋DVD、通常版(VICL-36768)はCDのみの発売。
ミュージックビデオは、松居大悟が監督、池松壮亮、黒川芽以が出演している。
ジャケットイラストは御影石材が描いている。

## 収録曲

### CD
1. 憂、燦々 [4:10]
(作詞：尾崎世界観・小野健 / 作曲：尾崎世界観)
  - 資生堂「ANESSA」2013年CMソング。
  - 資生堂側から「You Sun Sun (ゆうさんさん)」というフレーズと、サビの歌詞の"憂"の回数が最初から指定されていた[3][4]。
2. 傷つける [5:43]
(作詞・作曲：尾崎世界観)
  - 松居大悟が脚色・演出を担当した舞台「リリオム」(2012年5月青山円形劇場にて公開)の主題歌として書き下ろした楽曲。
3. AT アイリッド [3:31]
(作詞：長谷川カオナシ  / 作曲：尾崎世界観)
  - 尾崎世界観が作曲、長谷川カオナシが作詞はバンド初の試み[5]。
  - 長谷川は「アイリッドはまぶたのことで、英語の"…にて"という意味のAT(アット)と、『新世紀エヴァンゲリオン』に出て来る"ATフィールド"をかけている。夢の世界と現実世界を隔てる壁(ATフィールド)がまぶたということ。」と述べている[6]。
4. 左耳〜スタジオライブ「3・3セッション」 [3:37]
(作詞・作曲：尾崎世界観)
  - 初回限定版のみに収録のボーナストラック。

### 初回限定盤付属DVD
スタジオライブ「3・3セッション」完全版（スタジオライブMV）
- 2013年3月3日に放送されたクリープハイプのUstream番組内でサプライズ演奏されたもの[5]。

1. ABCDC
2. 風にふかれて
3. 社会の窓
4. 週刊誌